# 123-й піхотний Козловський полк
123-й піхотний Козловський полк - піхотна військова частина Російської імператорської армії.
Старшинство - з 17 травня 1797 р

## Формування та кампанії полку

### 13-й єгерський полк
22 червня 1783 року через частин, відділених від різних мушкетерських полків і гарнізонних батальйонів, були сформовані шестіротние 1, 2, 3 і 4-й Харківські і 1, 2, 3 і 4-й Білоруські єгерські батальйони. 14 січня 1785 року через 4-го Харківського і 2-го Білоруського батальйонів з двома знову сформованими єгерськими батальйонами був утворений четирёхбатальонний Бузький єгерський корпус . 29 листопада 1796 року з 3 і 4-го батальйонів цього корпусу був сформований 14-й єгерський батальйон, перетворений 17 травня того ж року в полк. 11 жовтня 1798 року полк цей був названий по шефу єгерським генерал-майора Багговута , а 27 червня 1800 року - єгерський князя В'яземського . 31 березня 1801 року полк названий 13-м єгерським.
У 1805 році полк був посаджений на судна і відправлений в Середземне море, причому діяв проти французів у складі загону для захисту Іонічної республіки до кінця 1807 року.
Після повернення в Росію на початку 1809 року полк поступив на посилення армії, що діяла проти турків на Дунаї і спочатку штурмував Браїлів, потім брав участь у блокаді Мачина , і нарешті в червні наступного року полк брав участь у блокаді Шумли , а потім був пересунутий до Рущуком і брав участь в його невдалому штурмі.
Перекладений в 1812 року на театр французько-російської війни, полк брав участь в бою під Борисовим і своїми рішучими діями не допускав обходу тилу російської армії. У Закордонних кампаніях 1813-1814 років полк брав участь в битві під Лейпцигом , в боях при Краоне, Лаона і Арсіс, в кінці кампанії перебував при взятті Парижа .
З початком російсько-турецької війни 1828-1829 років полк був посаджений на судна, перевезений на Кавказ і там брав участь в облозі Анапи, по здачі цієї фортеці полк був відправлений на судах під Варну, де одним з перших увійшов до міста.
Після закінчення турецької війни 13-й єгерський полк брав участь в приборканні Польського повстання 1830-1831 років.

### Вітебський полк
При реорганізації армії в 1833 р, полк 20 січня був приєднаний до Вітебського піхотному полку і склав його 3, 4 і 6-й батальйони. 21 квітня 3-й (резервний) батальйон колишнього 13-го єгерського полку, призначений на освіту резервного батальйону Вітебського полку, був відрахований в Шліссельбурзький єгерський полк .

### Козловський полк
Гренадер Козловського мушкетерського полку. 1797-1801 рр. [1]
6 квітня 1863 р при формуванні нових полків, з 4-го резервного і безстроково-відпускних 5-го і 6-го батальйонів Вітебського піхотного полку був сформований двухбатальонного Вітебський резервний піхотний полк, який 13 серпня переформований в трёхбатальонний і названий Козловським піхотним. 25 березня 1864 р полку присвоєно № 123-й.
У російсько-турецьку війну 1877-1878 рр. Козловський полк брав участь у взятті Нікополя , в блокаді Плевни і в зимовому поході за Балкани , під час якого взяв участь в бою у Ташкісена.
У квітні 1879 року була сформована 16-я рота і полк приведений до складу чотирьох батальйонів.
У другій половині 1903 р Козловський полк, у складі своєї бригади, був відправлений в Приамур'ї і в 1904-1905 рр. взяв участь в війні з Японією . Перший серйозний бій полк витримав на Далінскі перевалі, потім боровся під Ляояном і Мукденом .
Козловський полк мав старшинство з 17 травня 1797 р Полковий свято - 27 листопада.

## Відзнаки полку
Полковий Георгіївський прапор з написами «1797-1897» та «За відзнаку при облозі і взятті Анапи і Варни в 1828 р, за взяття Нікополя 3 липня і за перехід через Балкани в 1877 г.», з Олександрівської ювілейної стрічкою
Знаки на головні убори з написом «За відзнаку». Подаровані 13 січня 1816 роки 13-му єгерського полку.
Знаки нагрудні для офіцерів і на головні убори для нижніх чинів з написом «За відзнаку в 1812, 1813 і 1814 роках і в війну з Японією в 1904 і 1905 роках». Подаровані Найвищим наказом 30 липня 1911 р
Георгіївські срібні труби з написом «За взяття Нікополя 3 липня і за перехід через Балкани в 1877 г.» в 1-му батальйоні полку
Похід за військове відміну, подарований 6 квітня 1830 р за російсько-турецьку війну 1828-1829 рр. 13-му єгерського полку.

## Командири полку
27.9.1877 - полковник Остен-Дрізен, Микола Федорович
до 18.07.1877 - полковник Степанов, Олександр Іванович . Вбито 18 липня 1877 р під Плевной. За відзнаку при переході Дунаю 5 серпня 1877 нагороджений орденом Св. Георгія 4-го ступеня. Потім полком командував генерал-майор Максим Пантелеймонович Богацевіч .
```
? - 30.03.1878 - полковник Шульд, Карл Конрадович
```

02.07.1891 - 24.10.1899 - полковник Енгельке, Микола Петрович
на 01.07.1903 - полковник Меликишвили (Меліков) Венедикт Мойсейович
01.08.1906 - 30.08.1914 - полковник Савич, Олександр Сергійович
30.08.1914 - 04.1915 - полковник Геруа, Борис Володимирович
04.1915 - 23.06.1915 - полковник Пьянов-Куркін, Володимир Павлович
23.06.1915 - xx.09.1916 - полковник Муратов, Володимир Павлович
15.09.1916 - 18.04.1917 - полковник Сурін, Віктор Ілліч

## Відомі люди, що служили в полку
Адамович, Борис Вікторович  - генерал-лейтенант, білоемігрант, директор «Русского кадетського корпусу в королівстві СХС».

## Інші формування цього імені
У російській армії існував інший Козловський піхотний (мушкетерський) полк , з 31 липня 1797 по 20 червня 1799 рр. цей полк іменувався Старобаденскім. Він був сформований 15 грудня 1763 року і розформований в 1834 р .: один батальйон був приєднаний до Тенгінского полку , а два інших були звернені в лінійні Кавказький № 2 і Грузинський № 14; ці батальйони згодом увійшли до складу Ставропольського і Асландузского піхотних полків .